# توتال!
توتال! (بالإنجليزية: !Total)‏ هي مجلة ألعاب فيديو نشرتها فيوتشر بي إل سي في المملكة المتحدة. نشرت شهريًا حتى العدد 58، بدءًا من ديسمبر 1991 (التاريخ المذكور في الغلاف هو يناير 1992)، وكان آخر عدد يحمل تاريخ الغلاف أكتوبر 1996. كما صدر «عام 1993 السنوي» الذي يضم مواد معاد طبعها ومجلة ملصقات خلال فترة حياة المجلة.

## المحتوى
ركزت على مشغلات نينتندو الحالية والقادمة في تلك الحقبة، في البداية نينتندو إنترتينمنت سيستم وغيم بوي، ثم شاركت التغطية مع سوبر نينتندو وفيرتشوال بوي ونينتندو 64 عند إصدارها. كما روجِعَت ألعاب الصالات مثل كروزن يو إس أيه وكيلر إنستينكت وكيلر إنستينكت 2.
تميزت كل مراجعة للعبة بتصنيف من أصل 10 للرسومات والصوت واللعب وعمر اللعبة، بالإضافة إلى درجة مئوية إجمالية. أول لعبة نينتندو 64 روجِعَت، سوبر ماريو 64، كانت أيضًا أول لعبة تحصل على الدرجة المثالية 100٪. تضمنت الدرجات العالية البارزة الأخرى 99 ٪ لسوبر ماريو أول-ستارز على سوبر نينتندو، في سبتمبر 1993، و 98 ٪ لكل من سوبر ماريو برذرز 3 على نينتندو إنترتينمنت سيستم وسوبر ماريو ورلد على سوبر نينتندو، كلاهما في عام 1992. ومن الملاحظ أيضًا أنه منح درجة 77٪ لرايز أوف ذا روبوتس، وهي نسبة عالية بشكل غير مألوف بين تقييمات هذه اللعبة.

## التاريخ
أطلقت المجلة بواسطة المحرر ستيف جارات، ومحرر فنون واين ألين، وآندي داير كاتب طاقم العمل. كُلِّفَ ستيف جارات وآندي داير بكتابة جميع المراجعات. ظهرت أيضًا في فقاعات خطاب على غرار الكتاب الهزلي على العديد من الصفحات، على الرغم من إسقاطها بحلول نهاية عام 1993. أحضر كتّاب موظفين مسميين، وكان هناك عادةً حوالي أربعة كتاب يُنسبون إليهم في وقت من 1994 فصاعدًا. غادر جارات ليصبح محرر إطلاق إدج.
وظهر العدد الأخير من «غيم فريك»، وهو قسم للأسئلة والأجوبة نُقِلَ من المجلة الشقيقة سوبر بلاي التي انتهت في الشهر السابق. لم يكن من المقرر أن يكون العدد 58 هو العدد الأخير حيث عٌرِضَ العدد 59 في الجزء الخلفي من المجلة. ولكن بعد فترة وجيزة تلقى المشتركون رسالة تبلغهم بانتهاء المجلة.
خلال السنوات القليلة الماضية من حياتها، تلقى مشتركو المجلة صفحة إضافية على شكل «توتال! أرينا»، إدراج بالأبيض والأسود يعرض ملخصًا موجزًا لمحتويات العدد المقابل. ظهرت أيضًا على الصفحة «فيف رايفز» حيث ذكر الكتاب الحاليون بإيجاز لعبتهم المفضلة الحالية - حيث غُيِّرَت هذه اللعبة مرة واحدة إلى «فيف دايفز» لإدراج العدد 53. كانت هناك أيضًا في بعض الأحيان مسابقات للمشتركين فقط. لم يكن هناك إدراج مع العدد الأخير.